# Quebrada Vaquillas
La quebrada Vaquillas es un curso natural de agua, intermitente, que nace en el portezuelo El Sandón y desemboca en la quebrada de Taltal en la Región de Antofagasta.: 164 

## Caudal y régimen
Entre el 25  y el 27 de marzo, el temporal del norte de Chile de 2015 generó inundaciones y aluviones en las ciudades de Chañaral, Copiapó, Taltal, Diego de Almagro, El Salado, Tierra Amarilla, Alto del Carmen, Vicuña, entre otras. Durante el día 24 de marzo las precipitaciones mayores fueron de 50 mm en 24 hrs. Se concentraron, principalmente, en la parte media y alta de la quebrada de Taltal. Al día siguiente hubo precipitaciones (entre 10 y 50 mm/24hr) en la parte baja de la cuenca de la quebrada Taltal;

## Historia
Luis Risopatrón lo describe en su Diccionario Jeográfico de Chile (1924):: 921 
Vaquillas (Quebrada de). Es honda, ofrece aguadas, pasto a orillas del agua i leña, nace en las vencindades del portezuelo de El Sandón, es cortada en granito gris en su parte superior i corre hácia el W. Esta labrada en su mayor parte en la formación estratificada secundaria, compuesta en su parte media de cuarcitas negras o de distintos colores; más al W se encuentra una serie poderosa de margas y estratas calcáreas de diversos matices, i en la parte inferior las traquitas i los trofos traquíticos de color carne, descanzan en margas i calizas oscuras. Es tributaria de la quebrada de Taltal.